# Achalpur

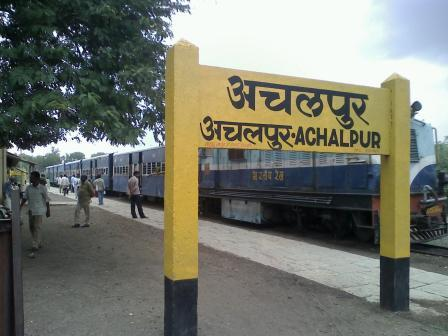
Perrong och tåg vid järnvägsstationen i Achalpur.

Achalpur är en stad i delstaten Maharashtra i västra Indien. Den är den näst största staden i distriktet Amravati och hade 112 311 invånare vid folkräkningen 2011. Achalpur är administrativ huvudort för en tehsil (en kommunliknande enhet) med samma namn som staden.